# Alec Holowka
Alec Holowka est un développeur de jeux vidéo indépendants et compositeur canadien né le 30 octobre 1983 et mort le 31 août 2019. Il est aussi le cofondateur des sociétés de jeux indépendantes Infinite Ammo, Infinite Fall et Bit Blot. Il est principalement connu pour ses œuvres Night in the Woods et Aquaria, primées à de nombreuses reprises par la profession.

## Biographie
Holowka est initié à la programmation à l'âge de huit ans, lorsque son père lui offre le livre Basic Fun. Il commence sa carrière dans l'entreprise de logiciels gratuits Zaphire Production, puis poursuit son parcours dans plusieurs startups. L'une d'entre elles, basée à Winnipeg, lui permet de travailler sur un titre d'action fantastique multijoueur sur PC et un jeu de course de combat pour la Xbox 360.

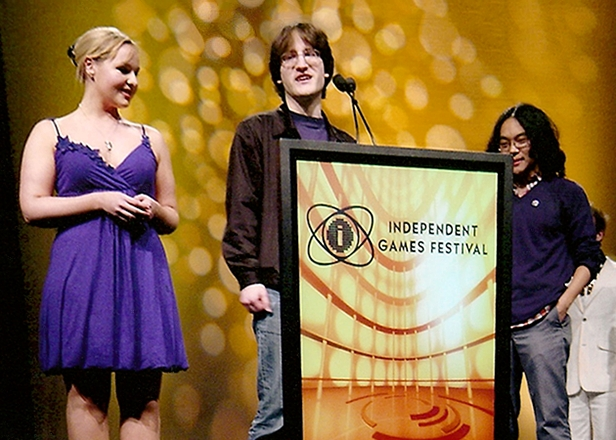
Jenna Sharpe, Holowka et Derek Yu acceptant le Grand Prix au Festival des jeux indépendants 2007.

Holowka travaille en tant qu'ingénieur du son sur le titre gratuit I'm OK - A Murder Simulator (2006), développé en réponse à l'article A Modest Video Game Proposal de l'avocat américain Jack Thompson. Holowka rencontre ses co-développeurs dans la section des commentaires du site technologique Slashdot, sur un article au sujet de Thompson, et ils forment ensemble l'entité Thompsonsoft pour publier ce titre.
Après sa sortie, Holowka présente à l'un de ses co-développeurs, Derek Yu, un projet sur lequel il travaillait de manière indépendante : le futur Aquaria. Les deux développeurs forment officiellement la structure Bit Blot une semaine avant la date limite de participation au Festival des jeux indépendants. Le projet sort le 7 décembre 2007 sous le titre Aquaria et reçoit le Grand Prix Seumas McNally du Festival des Jeux Indépendants pour l'année 2007.
En octobre 2013, Holowka et l'animateur indépendant Scott Benson rencontre le succès lors de leur campagne de participation financière pour le jeu Night in the Woods, qu'ils développent sous le nom de studio Infinite Fall. Le jeu sort en 2017 sous les acclamations de la critique et remporte le BAFTA de la meilleure narration, ainsi que le Grand Prix Seumas McNally à l'IGF.
En août 2019, Holowka est accusé de violence physique et psychologique par la développeuse Zoë Quinn, avec laquelle il avait brièvement cohabité à Winnipeg en 2012,. Le lendemain de l'accusation, l'équipe de développement de Night in the Woods rompt ses liens avec Holowka, Scott Benson écrivant que « ces allégations [sont prises] au sérieux en tant qu'équipe ». L'équipe déclare que des preuves leur ont été présentées qui corroborent ces accusations ,. L'éditeur de Night in the Woods, Finji, soutient la décision de l'équipe et reporte à plus tard les plans de publication de copies physiques du jeu à la suite de ces allégations .
Quatre jours après ces accusations publiques, Alec Holowka se suicide,,,. Selon sa sœur, qui a annoncé sa mort sur Twitter, Holowka a « lutté contre des troubles de l'humeur et de la personnalité » tout au long de sa vie et « a été victime d'abus ». Elle déclare qu'il avait essayé de corriger ses propres troubles ces dernières années grâce à la thérapie et aux médicaments,.

## Jeux
| Date | Titre                        | Rôle                                     | Remarques                                                                   | Référence(s) |
| ---- | ---------------------------- | ---------------------------------------- | --------------------------------------------------------------------------- | ------------ |
| 2006 | I'm O.K – A Murder Simulator | Designer son                             |                                                                             | [ 17 ]       |
| 2007 | Aquaria                      | Game designer, designer son, programmeur | Gagnant du grand prix Seumas McNally au Festival des jeux indépendants 2007 | [ 18 ]       |
| 2008 | Owl Country                  | Designer son, programmeur                |                                                                             | [ 19 ]       |
| 2008 | Paper Moon                   | Co-créateur                              |                                                                             | [ 19 ]       |
| 2008 | Everyone Loves Active 2      | Compositeur                              |                                                                             | [ 20 ]       |
| 2009 | Crayon Physics               | Compositeur                              | Gagnant du grand prix Seumas McNally au Festival des jeux indépendants 2008 | ,            |
| 2012 | Offspring Fling              | Compositeur                              |                                                                             | [ 23 ]       |
| 2013 | TowerFall                    | Compositeur                              |                                                                             | [ 24 ]       |
| 2017 | Night in the Woods           | Game designer, programmeur, compositeur  | Gagnant du grand prix Seumas McNally au Festival des jeux indépendants 2018 | ,            |
| 2018 | Oceanheart                   | Co-créateur                              | Inachevé                                                                    | [ 27 ]       |